# На татином месту
„На татином месту” је југословенски и српски кратки ТВ филм из 2008. године. Режирао га је Марко Новаковић а сценарио је написао Владимир Манојловић.

## Улоге
| Глумац          | Улога     |
| --------------- | --------- |
| Наташа Марковић | Учитељица |
| Раде Марковић   | Тата      |
| Никола Субашић  | Мирко     |
| Сара Видмар     | Сара      |